# Gonioscelis nigripennis
Gonioscelis nigripennis là một loài ruồi trong họ Asilidae. Gonioscelis nigripennis được Ricardo miêu tả năm 1925. Loài này phân bố ở vùng nhiệt đới châu Phi.